# Vanini
Vanini är en kommun i Brasilien.   Den ligger i delstaten Rio Grande do Sul, i den södra delen av landet, 1 500 km söder om huvudstaden Brasília. Antalet invånare är 1 984.
I omgivningarna runt Vanini växer huvudsakligen savannskog. Runt Vanini är det ganska glesbefolkat, med 28 invånare per kvadratkilometer.